# Peter Danckerts de Ry
Peter Danckerts de Ry, född 1605 i Amsterdam, död 9 augusti 1661 i Rudnik, Litauen, var en nederländsk konstnär. 
Danckerts de Ry var verksam i Amsterdam fram till 1637 och i Gdańsk 1637-1640 samt i Warszawa 1640-1661 som hovmålare för Sigismund III och Vladislav IV. Han är representerad med ett porträtt av drottning Cecilia Renata i Statens porträttsamling på Nationalmuseum.